# Simmental
Simmental je horské údolí v Bernských Alpách, nacházející se v jihozápadní části švýcarského kantonu Bern.

## Poloha

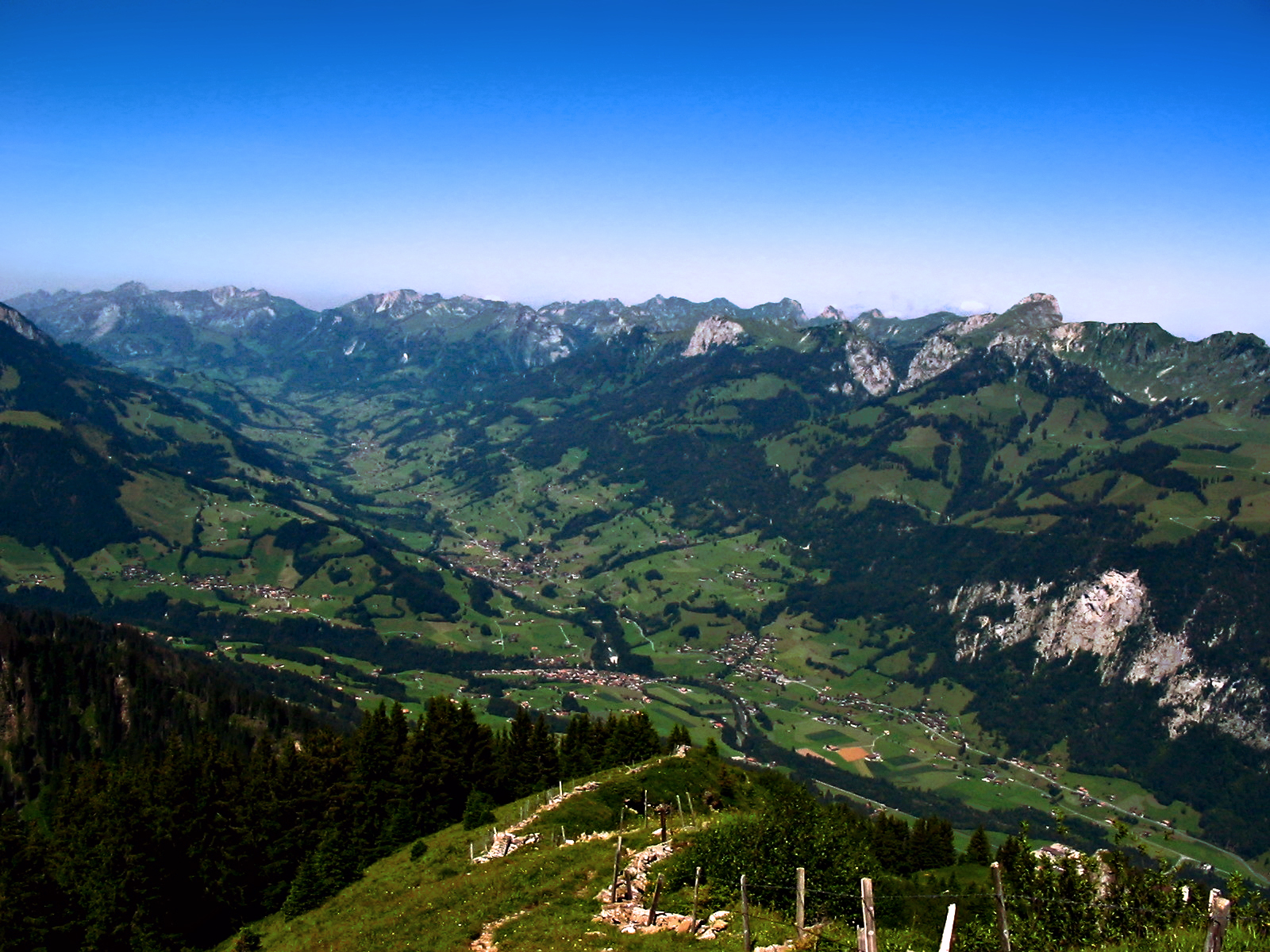
Simmental, pohled z vrcholu Niesen

Simmental se táhne od Lenku k Boltigenu zhruba ve směru jih-sever (horní část, tzv. Obersimmental) a odtud až na konec údolí u Wimmisu u Spiezu má západovýchodní orientaci (dolní část - Niedersimmental). Zahrnuje obce Lenk, St. Stephan, Zweisimmen, Boltigen, Oberwil, Därstetten, Erlenbach, Diemtigen a Wimmis. Údolím protéká řeka Simme.
Bočním údolím Simmentalu je Diemtigtal.

## Název

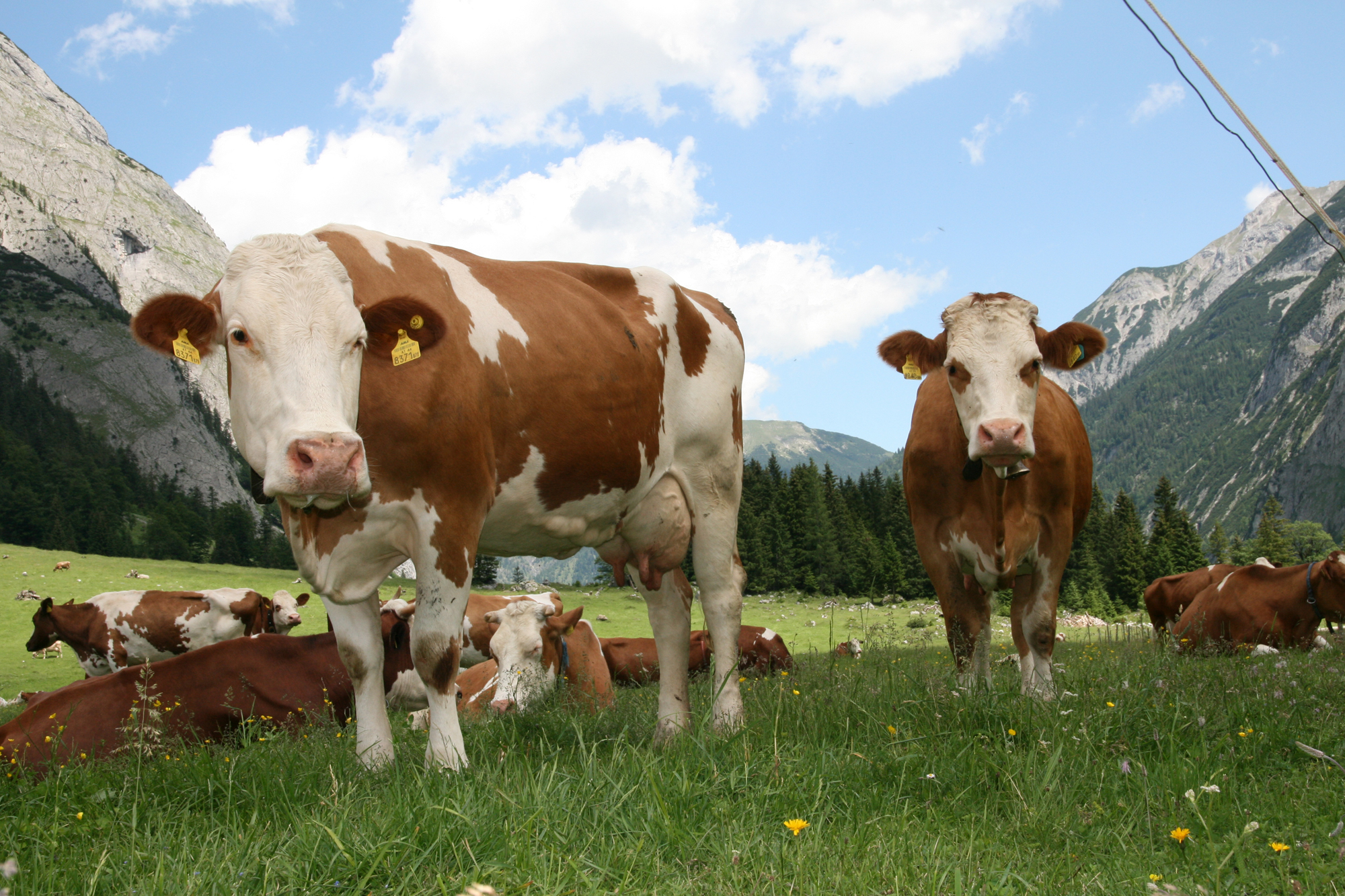
Simentálský skot

Název pochází ze septem valles („sedm údolí“), což je doloženo již v roce 1175. Název Siebnethal se v úředním jazyce objevuje až do roku 1694 a Siebent(h)al se vyskytuje až do počátku 19. století.
Simentálské plemeno skotu bylo pojmenováno podle údolí Simmental.

## Historie

Simmental koncem 19. století (Zweisimmen)

Simmental byl již v pravěku využíván jako tranzitní oblast z údolí řeky Aary přes průsmyky Kaltwasserpass, Rawilpass nebo Schnidejoch do Valais, jak dokládají nálezy z doby bronzové a římské.
Ve středověku bylo nejprve součástí burgundského království se statky Wimmis a Matten, které jsou zmiňovány v roce 994. V Obersimmentalu se nacházela také císařská léna. Vládli zde místní nebo sousední páni, například baroni ze Strättligenu, Weissenburg, Raron, Brandis a hrabata z Gruyères. O jejich opevnění a správních budovách svědčí přibližně 20 zřícenin hradů. Středověké kostely byly centry velkých farností. Od roku 1300 bylo údolí rozděleno na dva svazy Obersimmental a Niedersimmental, každý s vlastním zemským právem a zemským správcem. Na konci 14. století získalo Simmental od místních šlechticů a bernských pánů město Bern a od roku 1386 a 1449 bylo rozděleno na okrsky Obersimmental a Niedersimmental.

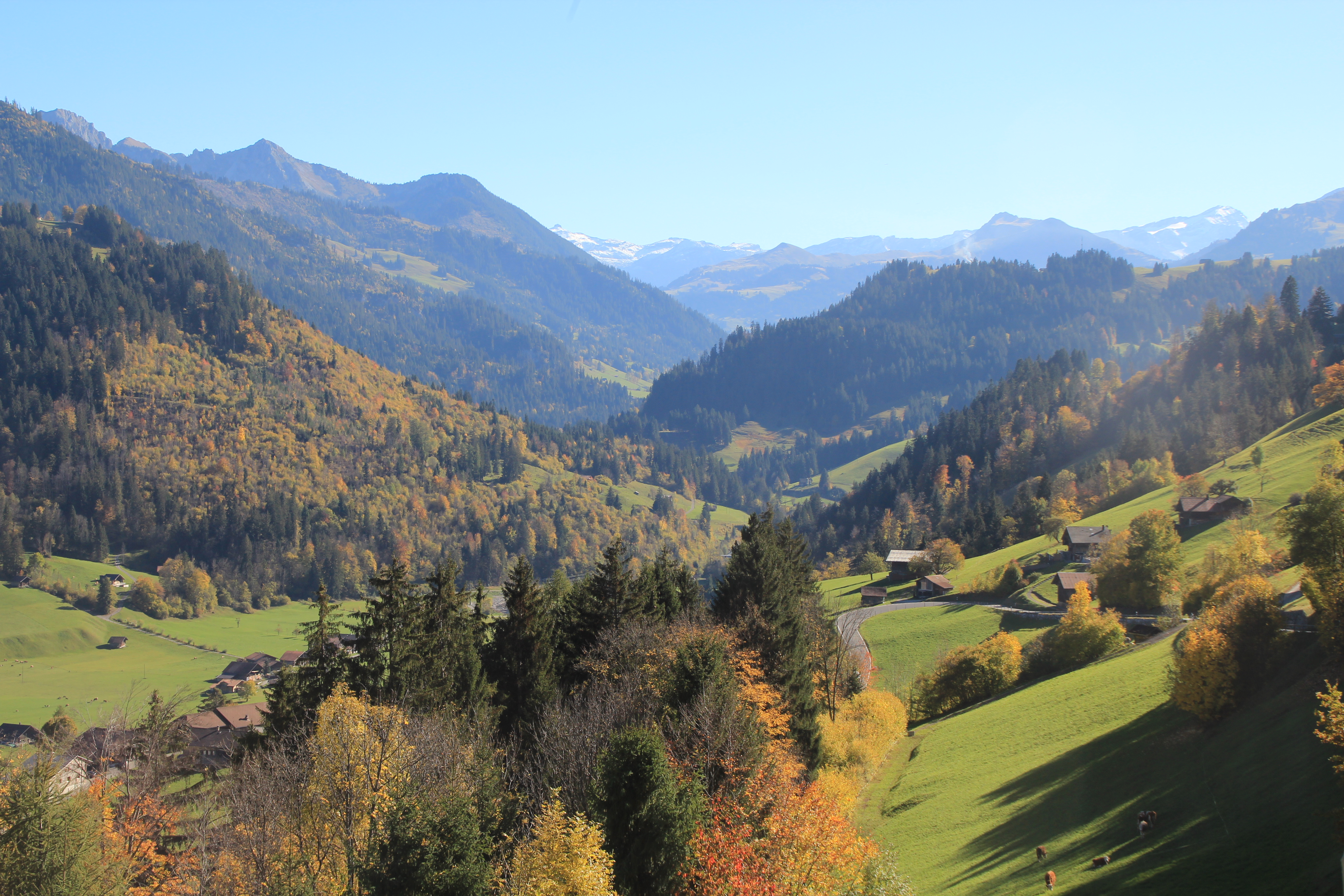
Pohled z horního Simmentalu směrem k jihu

Dolní Simmental se k reformaci připojil již v roce 1527, horní Simmental s odporem v roce 1528. Přibližně ve stejné době přešli sedláci v údolí díky bezpečnému odbytu obilí na chov skotu. Poté se vykrmený dobytek vyvážel přes průsmyky do Itálie a po roce 1600 se prodávali také koně z Erlenbachu. Obchodníci navštěvovali trhy v Lenku a Boltigenu a od roku 1644 také v Erlenbachu a Zweisimmenu. V 19. století se pozornost soustředila na chov skotu Simmentaler Rotschecken nebo Fleckvieh, který byl vhodný jako mléčné i masné plemeno. V letech 1798 až 1803 patřil simentálský skot do helvétského kantonu Oberland, přičemž Niedersimmental a Obersimmental tvořily každý svůj okres. Toto rozdělení bylo přijato i v roce 1803, kdy vznikl stejnojmenný bernský horní dvůr s hlavními městy Wimmis a Zweisimmen. Teprve v roce 2010, kdy proběhla okresní reforma, musela být tato správní centra zrušena a předána Saanenu a Frutigenu, které leží mimo Simmental.
Lázeňská turistika začala v 17. století s lázněmi Weissenburg, Lenk, Rotbad a Grimmialp. Stala se významným průmyslovým odvětvím a předchůdcem moderního cestovního ruchu, který však zažil svůj průlom až po rozšíření silniční a železniční dopravy. Simentálská silnice (Simmentalstrasse) byla rozšířena a prodloužena v letech 1815 až 1828, silnice dále do Saanenu v roce 1835 a silnice přes průsmyk Jaunpass v letech 1874 až 1878. V roce 1897 byla otevřena železnice Spiez–Erlenbach, v roce 1902 železnice Erlenbach–Zweisimmen a v roce 1905 železnice Montreux-Berner Oberland-Bahn, která vedla přes Saanenland do Zweisimmenu. Od roku 1971 je Wimmis napojen na státní dálniční síť. Projekt dálnice přes Simmental a tunelu Rawil do Valais ztroskotal kolem roku 1980 na odporu místních obyvatel. Od 60. let 20. století investovaly obce a soukromí podnikatelé do výstavby lanovek, lyžařských sjezdovek, turistických tras, hotelů a rekreačních bytů.

## Turismus

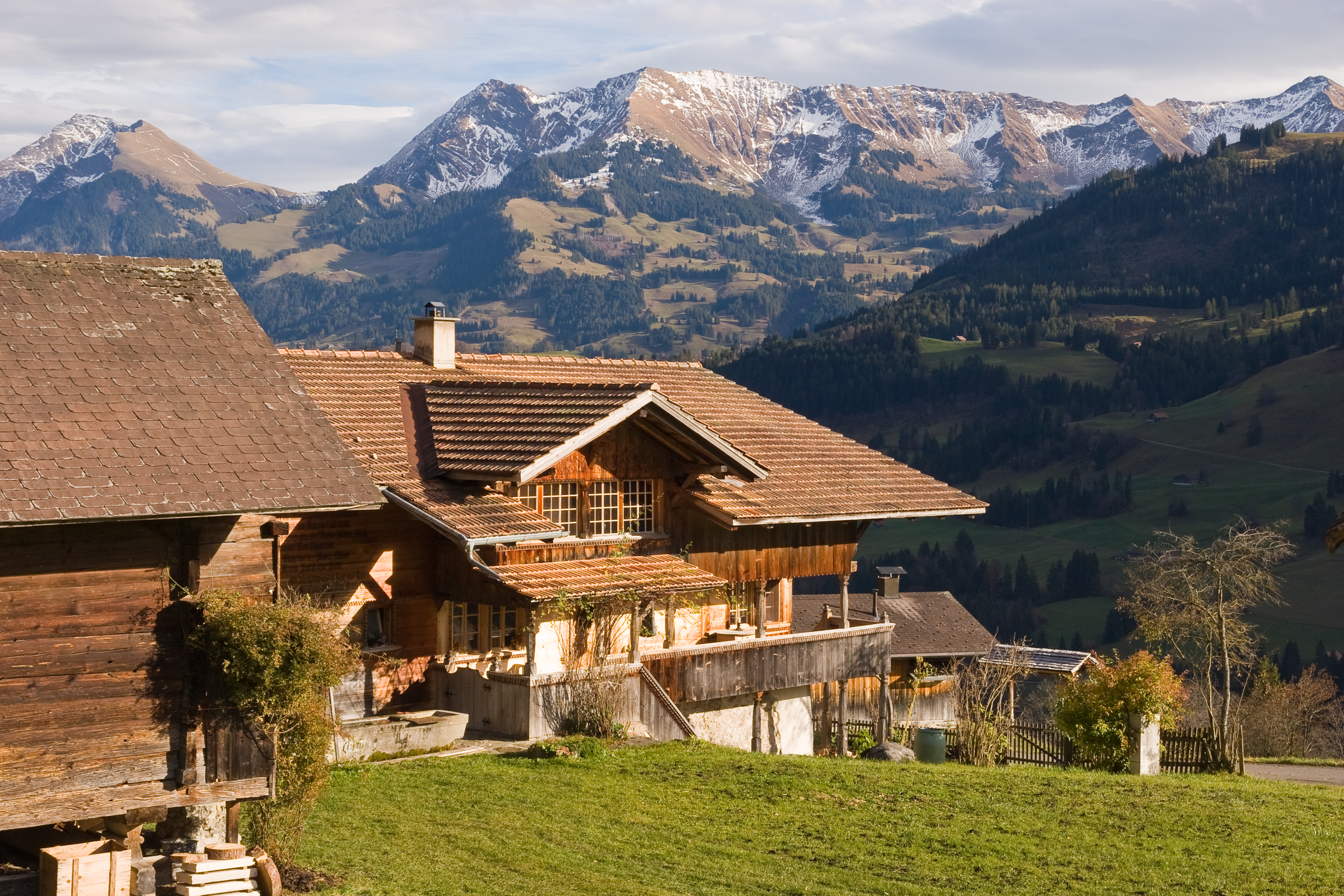
Tradiční architektura Simmentalu (Erlenbach)

Zejména v zimní turistice hrají v oblasti Berner Oberland důležitou roli různé obce, například Lenk nebo Zweisimmen. Ze Zweisimmenu se lze dostat dále do Gstaadu a Château-d’Oex. Dalšími přechody jsou průsmyk Jaunpass, který vede z Boltigenu do Bulle v kantonu Fribourg, a Hahnenmoos, který spojuje Lenk s Adelbodenem. Simmentálská stezka (Simmentaler Hausweg) je kulturní turistická stezka bernského památkového spolku, která vede kolem simentálských statků jako svědků architektonické kultury.